# 沙坪街道 (阳泉市)
沙坪街道，是中华人民共和国山西省阳泉市矿区下辖的一个乡级行政区单位。

## 行政区划
沙坪街道下辖以下地区：
秋沟社区、蒙北社区、桥南园社区、里沙坪社区、中沙坪社区、沙沟社区和黄石板社区。